# Oscillatore Vackar

Oscillatore Vackar a JFET.

L'oscillatore Vackar prende il suo nome dall'inventore, Jirí Vackár (si veda il documento originale).
L'oscillatore Vackar assomiglia all'oscillatore di Colpitts, ma presenta l'importante differenza di separare, tramite capacità, il sistema oscillante dall'elemento attivo.
Facendo riferimento alla figura, possiamo evidenziare tre blocchi funzionali: (1) una rete a pi greco costituita da Ca, L1 e C0, che inverte di 180° la fase del segnale presente sul source del JFET; (2) un partitore capacitivo formato da Cv e Cg, che dosa la quantità di feedback inviato al gate; (3) l'elemento attivo costituito dal JFET e dalle sue resistenze di polarizzazione. Si possono anche trovare schemi in cui è presente un'ulteriore capacità tra il gate ed il partitore capacitivo.
Per utilizzare l'oscillatore di Vackar come VCO, è sufficiente sostituire C0 con un diodo varicap in serie ad una capacità di valore opportuno. Sebbene il Vackar presenti un tempo di assestamento più elevato di altri oscillatori, le sue ottime caratteristiche ne fanno comunque una eccellente scelta per un VCO.
Il circuito mostra un'alta impedenza di carico al risonatore riducendone quindi lo smorzamento (quadraticamente con l'incremento della tensione) e rende l'oscillatore uno dei migliori per il rumore di fase a spese del tempo di assestamento.
Questo difetto rende il circuito poco adatto alle applicazioni radio in CW con spegnimento dell'oscillatore indicate nei link esterni, ma ne fanno un ottimo candidato per i riferimenti di precisione, migliori dell'Oscillatore Clapp e peggiori dei soli Oscillatore Seiler a risonanza parallela e del Butler serie, se quest'ultimo viene seguito da un filtro per eliminare il rumore fuori banda.
Questo oscillatore, per comportarsi al meglio delle sue possibilità, necessita di componentistica di altissima qualità e selezionata per compensare reciprocamente le derive.